# Iglesia de la condena e imposición de la Cruz
La Iglesia de la condena e imposición de la Cruz  (en hebreo: קפלת ההרשעה וכפיית הצלב) es una iglesia católica ubicada en el recinto franciscano que contiene también la Iglesia de la Flagelación en la ciudad vieja de Jerusalén.
Marca el lugar tradicional donde algunos creyentes piensan que Jesús llevó su cruz después de ser condenado a la crucifixión.
La iglesia original fue construida durante la época bizantina. Fue convertida en una mezquita antes de ser restaurada a una iglesia católica en 1904.
La iglesia está coronada por cinco cúpulas blancas, cada uno de ellas sobre una estructura que contiene vidrieras de colores que representan los temas de la pasión de Cristo.

## Véase también

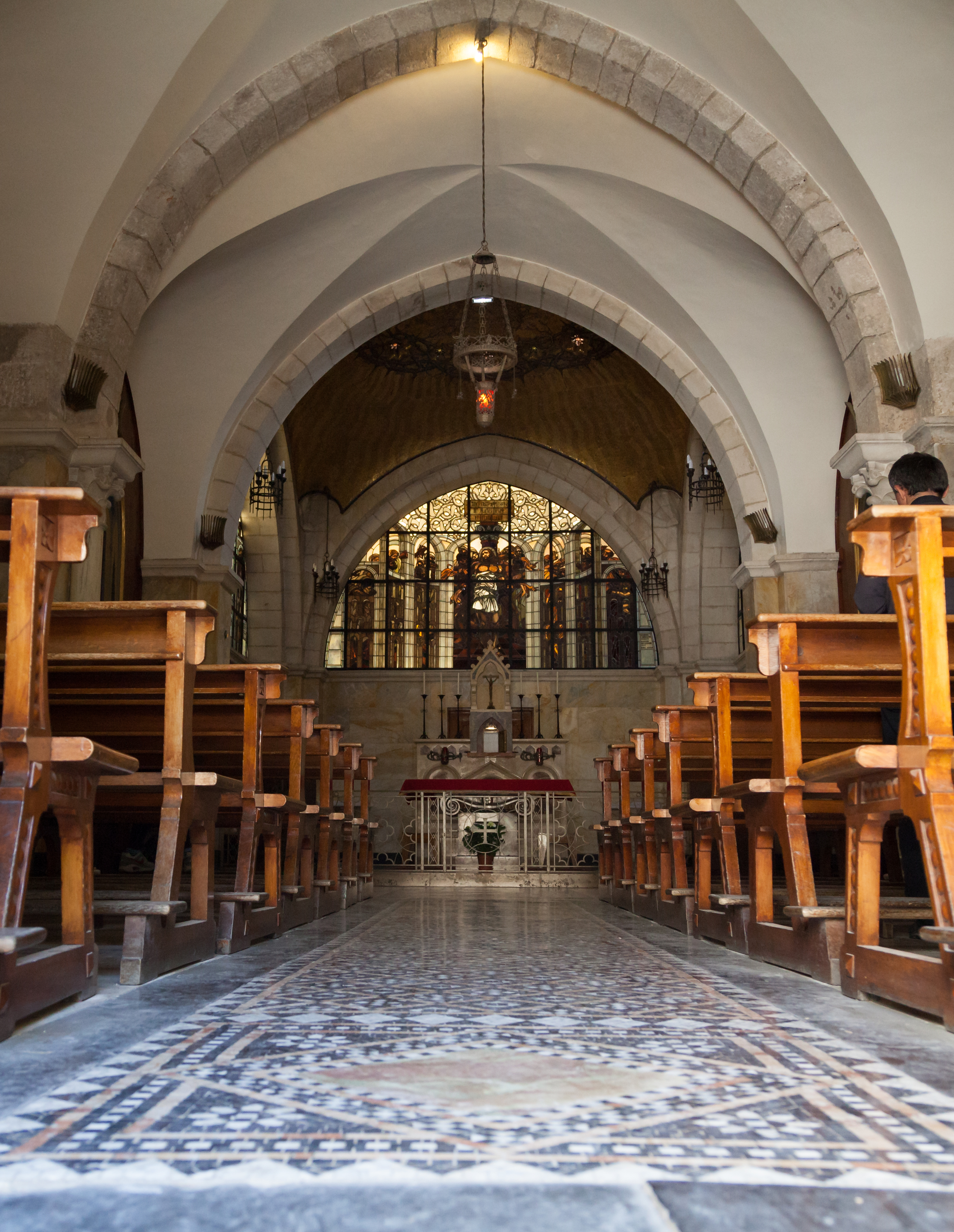